# كيفن جارفيس
كيفن جارفيس (23 أبريل 1953 في المملكة المتحدة - ) (بالإنجليزية: Kevin Jarvis)‏ هو لاعب كريكت بريطاني. لعب مع Herefordshire County Cricket Club ‏ ونادي مقاطعة غلوستر للكريكت ‏ وKent County Cricket Club ‏.

## وصلات خارجية
- كيفن جارفيس على موقع إي آس بي آن كريك إنفو (الإنجليزية)